# Шкойдиц
Шкойдиц (нем. Schkeuditz) — небольшой город в Саксонии, Германии. В городе находится второй по величине аэропорт восточной Германии «Лейпциг-Халле». Впервые упоминается в 981 году. В 2007 году население составляло более 18 000 жителей.

## География
Шкойдиц находится на реке Вайсе-Эльстер между Лейпцигом и Халле. В Шкойдице пересекаются автобаны Берлин-Мюнхен и Дрезден-Магдебург.

## Прилежащие поселки
- Радефельд, Фрайрода, Гебисдорф, Хайна, Вольтериц, Глезиен, Курсдорф, Дёльциг и Кляйнлибенау.

## Микрорайоны города
- Велитц, Альтщербитц, Папиц, Модельвиц и Центральный.

## История
Шкойдиц впервые упоминается в 981 году и носит имя «scudici». Там была построена церковь мерзебургского епископства.

## Города-побратимы
- Зеельце (Нижняя Саксония)
- Бюль (Баден-Вюртемберг)
- Остлавани (Чехия)

## Достопримечательности
- Городской музей
- Глиняный карьер недалеко от местечка Папитц озеленён и с 1990 года стал частью заповедника Люппенауе.

## Внешние ссылки
- Сайт муниципалитета
- Виды города